# Дивинка (Смоленская область)
Дивинка — деревня в Починковском районе Смоленской области России. Входит в состав Прудковского сельского поселения. Население — 2 жителя (2007 год). 
Расположена в центральной части области в 10 км к северо-западу от Починка, в 5 км западнее автодороги А141 Орёл — Витебск, на берегу реки Дивинка. В 10 км восточнее деревни расположена железнодорожная станция Грудинино на линии Смоленск — Рославль. 

## История
В годы Великой Отечественной войны деревня была оккупирована гитлеровскими войсками в июле 1941 года, освобождена в сентябре 1943 года.